# Општина Уискилукан (Мексико)
Уискилукан (шп. Huixquilucan) општина је у Мексику у савезној држави Мексико. Општина се налази на надморској висини од 2726 м.

## Становништво
Према подацима из 2010. у општини је живело 242167 становника.

### Хронологија
| Година       | 2000                    | 2005                     | 2010                     |
| ------------ | ----------------------- | ------------------------ | ------------------------ |
| Становништво | 193468 (91963 / 101505) | 224042 (107140 / 116902) | 242167 (116502 / 125665) |

### Попис
| \| \| м \| \| \| ж \| \| 0—2 \| 6.300 \| \| \| 6.065 \| \| 3—5 \| 6.763 \| \| \| 6.578 \| \| 6—11 \| 13.265 \| \| \| 12.718 \| \| 12—14 \| 5.979 \| \| \| 5.839 \| \| 15—17 \| 6.145 \| \| \| 6.384 \| \| 18—24 \| 14.783 \| \| \| 16.795 \| \| 60+ \| 8.523 \| \| \| 9.621 \| \| Просек : \| 29,6 \| \| \| 30,5 \| |        |  |  |        |
| |        |  |  |        |
| | м      |  |  | ж      |
| 0—2 | 6.300  |  |  | 6.065  |
| 3—5 | 6.763  |  |  | 6.578  |
| 6—11 | 13.265 |  |  | 12.718 |
| 12—14 | 5.979  |  |  | 5.839  |
| 15—17 | 6.145  |  |  | 6.384  |
| 18—24 | 14.783 |  |  | 16.795 |
| 60+ | 8.523  |  |  | 9.621  |
| Просек : | 29,6   |  |  | 30,5   |

| #   | Индикатор                                                                                        | Вредност |
| --- | ------------------------------------------------------------------------------------------------ | -------- |
| 1   | Становништво од 0 до 2 године                                                                    | 12365    |
| 2   | Мушко становништво од 0 до 2 године                                                              | 6300     |
| 3   | Женско становништво од 0 до 2 године                                                             | 6065     |
| 4   | Становништво са 3 и више година                                                                  | 221132   |
| 5   | Мушко становништво са 3 и више година                                                            | 105886   |
| 6   | Женско становништво са 3 и више година                                                           | 115246   |
| 7   | Становништво са 5 и више година                                                                  | 212153   |
| 8   | Мушко становништво са 5 и више година                                                            | 101326   |
| 9   | Женско становништво са 5 и више година                                                           | 110827   |
| 10  | Становништво са 12 и више година                                                                 | 181808   |
| 11  | Мушко становништво са 12 и више година                                                           | 85858    |
| 12  | Женско становништво са 12 и више година                                                          | 95950    |
| 13  | Становништво са 15 и више година                                                                 | 169990   |
| 14  | Мушко становништво са 15 и више година                                                           | 79879    |
| 15  | Женско становништво са 15 и више година                                                          | 90111    |
| 16  | Становништво са 18 и више година                                                                 | 157461   |
| 17  | Мушко становништво са 18 и више година                                                           | 73734    |
| 18  | Женско становништво са 18 и више година                                                          | 83727    |
| 19  | Становништво од 3 до 5 година                                                                    | 13341    |
| 20  | Мушко становништво од 3 до 5 година                                                              | 6763     |
| 21  | Женско становништво од 3 до 5 година                                                             | 6578     |
| 22  | Становништво од 6 до 11 година                                                                   | 25983    |
| 23  | Мушко становништво од 6 до 11 година                                                             | 13265    |
| 24  | Женско становништво од 6 до 11 година                                                            | 12718    |
| 25  | Становништво од 8 до 14 година                                                                   | 28940    |
| 26  | Мушко становништво од 8 до 14 година                                                             | 14727    |
| 27  | Женско становништво од 8 до 14 година                                                            | 14213    |
| 28  | Становништво од 12 до 14 година                                                                  | 11818    |
| 29  | Мушко становништво од 12 до 14 година                                                            | 5979     |
| 30  | Женско становништво од 12 до 14 година                                                           | 5839     |
| 31  | Становништво од 15 до 17 година                                                                  | 12529    |
| 32  | Мушко становништво од 15 до 17 година                                                            | 6145     |
| 33  | Женско становништво од 15 до 17 година                                                           | 6384     |
| 34  | Становништво од 18 до 24 године                                                                  | 31578    |
| 35  | Мушко становништво од 18 до 24 године                                                            | 14783    |
| 36  | Женско становништво од 18 до 24 године                                                           | 16795    |
| 37  | Женско становништво од 15 до 49 година                                                           | 70438    |
| 38  | Становништво са 60 и више година                                                                 | 18144    |
| 39  | Мушко становништво са 60 и више година                                                           | 8523     |
| 40  | Женско становништво са 60 и више година                                                          | 9621     |
| 41  | Однос између мушкараца и жена                                                                    | 92.71    |
| 42  | Становништво од нуле до 14 година                                                                | 63507    |
| 43  | Становништво од 15 до 64 године                                                                  | 158343   |
| 44  | Становништво од 65 година и више                                                                 | 11647    |
| 45  | Просечан број деце                                                                               | 1.93     |
| 46  | Становништво рођено у ентитету                                                                   | 119808   |
| 47  | Мушко становништво рођено у ентитету                                                             | 58272    |
| 48  | Женско становништво рођено у ентитету                                                            | 61536    |
| 49  | Становништво рођено у другом ентитету                                                            | 106925   |
| 50  | Мушко становништво рођено у другом ентитету                                                      | 50561    |
| 51  | Женско становништво рођено у другом ентитету                                                     | 56364    |
| 52  | Становништво од 5 година и више резидентно у ентитету у јуну 2005. године                        | 195004   |
| 53  | Мушко становништво старосног доба од 5 година и више, резидентно у ентитету у јуну 2005. године  | 93504    |
| 54  | Женско становништво старосног доба од 5 и више година, резидентно у ентитету у јуну 2005. године | 101500   |
| 55  | Становништво од 5 година и више које је живело у другом ентитету у јуну 2005. године             | 12594    |
| 56  | Мушко становништво старије од 5 година које је живело у другом ентитету у јуну 2005. године      | 5601     |
| 57  | Женско становништво старије од 5 година које је живело у другом ентитету у јуну 2005. године     | 6993     |
| 58  | Становништво од 3 године и више које говори аутохтони језик                                      | 3715     |
| 59  | Мушко становништво старо 3 године и више које говори аутохтони језик                             | 1520     |
| 60  | Женско становништво старо 3 године и више које говори аутохтони језик                            | 2195     |
| 61  | Становништво од 3 године и више које говори аутохтони језик и не говори шпански језик            | 8        |
| 62  | Мушко становништво старо 3 године и више које говори аутохтони језик и не говори шпански         | 2        |
| 63  | Женско становништво старо 3 године и више које говори аутохтони језик и не говори шпански језик  | 6        |
| 64  | Становништво старо 3 године и више које говори аутохтони језик и шпански                         | 3312     |
| 65  | Мушко становништво старо 3 године и више које говори аутохтони језик и шпански                   | 1339     |
| 66  | Женско становништво старо 3 године и више које говори аутохтони језик и шпански                  | 1973     |
| 67  | Становништво од 5 година и више које говори аутохтони језик                                      | 3700     |
| 68  | Становништво од 5 година и више које говори аутохтони језик и не говори шпански језик            | 8        |
| 69  | Становништво од 5 година и више које говори аутохтони језик и говори шпански језик               | 3303     |
| 70  | Становништво у домородачким домаћинствима                                                        | 8340     |
| 71  | Становништво са ограничењима у активностима                                                      | 5491     |
| 72  | Становништво са ограниченим ходањем или кретањем, горе или доле                                  | 2746     |
| 73  | Становници са ограничењима вида, чак и уз кориштење сочива                                       | 1631     |
| 74  | Становништво са ограничењима говора, комуникације или конверзације                               | 475      |
| 75  | Становништво са ограниченим слухом                                                               | 578      |
| 76  | Становништво са ограничењима при одевању, купању или јелу                                        | 280      |
| 77  | Становништво са ограничењима у опажању или учењу једноставних ствари                             | 251      |
| 78  | Становништво са менталним ограничењима                                                           | 626      |
| 79  | Становништво без ограничења активности                                                           | 225405   |
| 80  | Становништво од 3 до 5 година које не похађа школу                                               | 5078     |
| 81  | Мушко становништво од 3 до 5 година које не похађа школу                                         | 2537     |
| 82  | Женско становништво од 3 до 5 година које не похађа школу                                        | 2541     |
| 83  | Становништво од 6 до 11 година које не похађа школу                                              | 713      |
| 84  | Мушко становништво од 6 до 11 година које не похађа школу                                        | 371      |
| 85  | Женско становништво од 6 до 11 година које не похађа школу                                       | 342      |
| 86  | Становништво од 12 до 14 година које не похађа школу                                             | 629      |
| 87  | Мушко становништво од 12 до 14 година које не похађа школу                                       | 304      |
| 88  | Женско становништво од 12 до 14 година које не похађа школу                                      | 325      |
| 89  | Становништво од 15 до 17 година похађа школу                                                     | 9055     |
| 90  | Мушко становништво од 15 до 17 година похађа школу                                               | 4505     |
| 91  | Женско становништво између 15 и 17 година живота у школи                                         | 4550     |
| 92  | Становништво од 18 до 24 године похађа школу                                                     | 10295    |
| 93  | Мушко становништво од 18 до 24 године похађа школу                                               | 5195     |
| 94  | Женско становништво од 18 до 24 године похађа школу                                              | 5100     |
| 95  | Становништво од 8 до 14 година које не може да чита и пише                                       | 375      |
| 96  | Мушко становништво старосног доба од 8 до 14 година које не може да чита и пише                  | 199      |
| 97  | Женско становништво старосног доби од 8 до 14 година које не може да чита и пише                 | 176      |
| 98  | Становништво од 15 година и више које је неписмено                                               | 4934     |
| 99  | Мушко становништво од 15 година и више које је неписмено                                         | 1508     |
| 100 | Женско становништво од 15 година и више које је неписмено                                        | 3426     |
| 101 | Становништво старо 15 и више година без школовања                                                | 6200     |
| 102 | Мушко становништво старо 15 и више година без школовања                                          | 2108     |
| 103 | Женско становништво старо 15 и више година без школовања                                         | 4092     |
| 104 | Становништво старосног доба 15 и више година са непотпуним основним образовањем                  | 12499    |
| 105 | Мушко становништво старосног доба од 15 година и више са непотпуном основним образовањем         | 5037     |
| 106 | Женско становништво старосног доба 15 и више година са непотпуном основним образовањем           | 7462     |
| 107 | Становништво старо 15 и више година са комплетним основним образовањем                           | 22365    |
| 108 | Мушко становништво старо 15 година и више са комплетним основним образовањем                     | 9513     |
| 109 | Женско становништво старо 15 и више година са комплетним основним образовањем                    | 12852    |
| 110 | Становништво старосног доба 15 и више година са непотпуним средњим образовањем                   | 7498     |
| 111 | Мушко становништво старосног доба од 15 година и више са непотпуним средњим образовањем          | 4104     |
| 112 | Женско становништво старосног доба од 15 година и више са непотпуним средњим образовањем         | 3394     |
| 113 | Становништво старо 15 и више година са пуним секундарном образовањем                             | 39591    |
| 114 | Мушко становништво старосног доба од 15 година и више са пуним секундарном образовањем           | 19435    |
| 115 | Женско становништво старосног доба од 15 година и више са пуним секундарном образовањем          | 20156    |
| 116 | Становништво старије од 18 година са постосновним образовањем                                    | 74466    |
| 117 | Мушко становништво старије од 18 година са постосновним образовањем                              | 36443    |
| 118 | Женско становништво старије од 18 година са постосновним образовањем                             | 38023    |
| 119 | Просечна оцена школовања                                                                         | 10.09    |
| 120 | Просечан ниво образовања мушке популације                                                        | 10.43    |
| 121 | Просечан ниво образовања женског становништва                                                    | 9.78     |
| 122 | Економски активно становништво                                                                   | 102841   |
| 123 | Економски активна мушка популација                                                               | 63647    |
| 124 | Економски активна женска популација                                                              | 39194    |
| 125 | Становништво које није економски активно                                                         | 77404    |
| 126 | Мушко становништво које није економски активно                                                   | 21425    |
| 127 | Женско становништво које није економски активно                                                  | 55979    |
| 128 | Запослено становништво                                                                           | 98776    |
| 129 | Запослено мушко становништво                                                                     | 60539    |
| 130 | Запослено женско становништво                                                                    | 38237    |
| 131 | Незапослена популација                                                                           | 4065     |
| 132 | Незапослена мушка популација                                                                     | 3108     |
| 133 | Незапослена женска популација                                                                    | 957      |
| 134 | Становништво без права на здравствене услуге                                                     | 88303    |
| 135 | Становништво које има право на здравствене услуге                                                | 143636   |
| 136 | Становништво које има право на ИМСС                                                              | 59672    |
| 137 | Становништво које има право на социјално осигурање                                               | 8399     |
| 138 | Становништво које има право на државно социјално осигурање                                       | 3624     |
| 139 | Становништво које има право на опште осигурање или здравствено осигурање за нову генерацију      | 31564    |
| 140 | Становништво које је било једном или није било у браку током 12 година и више                    | 64083    |
| 141 | Венчано или уједињено становништво од 12 година и више                                           | 100377   |
| 142 | Становништво које је било у браку или уједињено 12 година и више                                 | 16179    |
| 143 | Становништво са католичком религијом                                                             | 194877   |
| 144 | Протестанти, еванђелисти и библијски следбеници различити од еванђелиста                         | 11288    |
| 145 | Становништво са другим религијама различитим од претходних                                       | 13182    |
| 146 | Становништво без религије                                                                        | 5872     |
| 147 | Укупно пописаних домаћинства                                                                     | 59587    |
| 148 | Пописна домаћинства на челу са мушкарцима                                                        | 46751    |
| 149 | Пописна домаћинства на челу са женама                                                            | 12836    |
| 150 | Становништво у пописним домаћинствима                                                            | 233595   |
| 151 | Становништво у пописним домаћинствима на челу са мушкарцима                                      | 191217   |
| 152 | Становништво у пописним домаћинствима на челу са женама                                          | 42378    |
| 153 | Укупно домаћинстава                                                                              | 70952    |
| 154 | Укупно насељених домаћинстава                                                                    | 62409    |
| 155 | Укупно приватних кућа                                                                            | 68130    |
| 156 | Насељени приватни домови                                                                         | 59587    |
| 157 | Укупно насељених приватних кућа                                                                  | 62402    |
| 158 | Ненасељене приватне куће                                                                         | 6541     |
| 159 | Појединачна домаћинства за привремену употребу                                                   | 2002     |
| 160 | Становници у насељеним приватним кућама                                                          | 233595   |
| 161 | Насељеност станара у приватним становима                                                         | 3.92     |
| 162 | Просечно становника по соби у приватним насељеним домаћинствима                                  | 0.9      |
| 163 | Појединачна домаћинства са подовима од различитих материјала од земље                            | 57505    |
| 164 | Појединачна домаћинства у приземљу                                                               | 1354     |
| 165 | Појединачна домаћинства са једном спаваћом собом                                                 | 20200    |
| 166 | Појединачна домаћинства са две спаваће собе и више                                               | 38993    |
| 167 | Појединачна домаћинства са једним собом                                                          | 4652     |
| 168 | Појединачна домаћинства са две собе                                                              | 9453     |
| 169 | Појединачна домаћинства са 3 собе и више                                                         | 44974    |
| 170 | Појединачна домаћинства која имају електрично светло                                             | 59119    |
| 171 | Појединачна домаћинства која немају електрично светло                                            | 117      |
| 172 | Појединачна домаћинства која имају водоводну воду у стамбеном простору                           | 56002    |
| 173 | Појединачна домаћинства која немају водоводну воду у стамбеном простору                          | 3113     |
| 174 | Појединачна домаћинства која имају тоалет                                                        | 58472    |
| 175 | Појединачна домаћинства која имају канализацију                                                  | 58318    |
| 176 | Појединачна домаћинства која немају канализацију                                                 | 730      |
| 177 | Појединачна домаћинства која имају електрично светло, довод воде из јавне мреже и канализацију   | 55335    |
| 178 | Појединачна домаћинства без икаквих услова                                                       | 274      |
| 179 | Појединачна домаћинства која имају радио                                                         | 54341    |
| 180 | Појединачна домаћинства која имају телевизор                                                     | 57948    |
| 181 | Појединачна домаћинства која имају фрижидер                                                      | 50638    |
| 182 | Појединачна домаћинства која имају машину за веш                                                 | 44601    |
| 183 | Појединачна домаћинства која имају аутомобил или комби                                           | 31350    |
| 184 | Појединачна домаћинства која имају рачунар                                                       | 28719    |
| 185 | Појединачна домаћинства која имају фиксну телефонску линију                                      | 37972    |
| 186 | Појединачна домаћинства која имају мобилни телефон                                               | 45797    |
| 187 | Појединачна домаћинства која имају приступ интернету                                             | 24339    |